# Youssef Bukele
Youssef Alí Bukele Ortez (né le 22 septembre 1989) est un homme d'affaires, homme politique et économiste salvadorien. Il est le frère cadet et le conseiller de Nayib Bukele, président de la République depuis 2019. Bukele a été l'un des conseillers économiques de son frère et a joué un rôle dans l'adoption du bitcoin comme monnaie légale au Salvador.

## Biographie
Youssef Alí Bukele Ortez est né le 22 septembre 1989 au Salvador. Son père était Armando Bukele Kattán et sa mère est Olga Marina Ortez. Yusef a un frère jumeau, Ibrajim, et deux frères aînés, Nayib et Karim. De plus, Bukele a quatre demi-sœurs et deux demi-frères du côté paternel de la famille.
Bukele est diplômé de l'Université centraméricaine en 2014 avec un diplôme en économie. Pendant leurs études à l'université, Bukele et trois autres ont publié leur thèse en économie : Une comparaison théorique et empirique des théories néoclassiques et marxistes concernant la relation entre le travail qualifié, la productivité et les salaires.
Bukele était directeur d'Obermet SA de CV (également connu sous le nom de 4am Saatchi & Saatchi El Salvador) sous la direction de son frère aîné Karim jusqu'en 2018.

## Projet d'adoption du bitcoin comme monnaie légale
En mai et juin 2021, Bukele et son frère jumeau Ibrajim ont rencontré des investisseurs étrangers pour discuter de la possibilité d'introduire une monnaie numérique ou une crypto-monnaie au Salvador,. Lors d'une réunion avec Jack Mallers, responsable américain de la crypto-monnaie, Bukele a déclaré qu'il travaillait avec le gouvernement salvadorien pour permettre aux Salvadoriens vivant à l'étranger d'envoyer des fonds gratuitement à leur famille vivant au Salvador, déclarant que « lorsque vous envoyez de l'argent chez vous ils [le gouvernement] ne vont pas en prendre la moitié ». Le 9 juin 2021, l’Assemblée législative a voté l'adoption d'un projet de loi visant à donner cours légal au bitcoin au Salvador, qui a été en partie rédigé par Bukele. Il a publiquement affirmé avoir contribué à influencer Nayib pour qu’il approuve la création d’une monnaie légale pour le Bitcoin.

### Vie privée
Depuis décembre 2019, Bukele est fiancé à Pamela Abarco.
En 2021, le procureur général Raúl Melara a ouvert une enquête sur Bukele, Ibrajim et Karim concernant des allégations d'actes arbitraires, de falsification de documents et de détournement de fonds. L'enquête, connue sous le nom d'Opération Cathédrale, selon laquelle les trois hommes étaient les dirigeants d'un « réseau complexe de corruption », a été arrêtée après la destitution de Melara par l'Assemblée législative et son remplacement par Rodolfo Delgado.